# 源石和輝 ひるカフェ
『源石和輝 ひるカフェ』（げんいしかずてる ひるカフェ）は、2017年10月2日から2020年9月25日まで東海ラジオで平日の午後に放送されていた生ワイド番組。同局アナウンサー・源石和輝の冠番組であった。

## 概要
2004年4月から2010年3月まで『美味時間』に出演していた源石が、平日のランチタイムで7年6ヶ月振りにパーソナリティを担当。「カフェでくつろぐ」というイメージの下で、「和やかで軽やかなひととき」を提供しながら、幅広い世代が「ワクワクするような「モノ」「コト」」を伝えていた。
源石の担当番組では番組の冒頭で放送回数を必ず伝えているが、当番組では、カフェというコンセプトに則って「今日は〇〇杯目（回目）の放送」と表現していた。
東海ラジオが2020年10月改編でランチタイム～夕方帯の生ワイド番組を一新することに伴って、同年9月25日（金曜日）で放送を終了。源石は翌週（9月28日）から、平日の夕方（15:00 - 17:00）に放送される『源石和輝! 抽斗!（ひきだし）』のパーソナリティへ異動している。

## 放送時間
- 平日 12:00 - 13:00（2017年10月2日 - 2020年3月27日）
- 平日 12:25 - 13:00（2020年3月30日 - 2020年9月25日）

## パーソナリティ
- 源石和輝（東海ラジオアナウンサー）
- 吉田ジョージ（東海テレビ気象キャスター・気象予報士。タレント） - エンディングにコメント（お天気メール）で参加、源石が読み上げる。

### 金曜日出演
「毎週金曜日のひるカフェはちょっとプレミアム」の触れ込みの元、主に下記の人物が週替わりで出演する。
- 大竹敏之（ライター、2017年10月6日の初回金曜日に出演）
- 鹿目由紀（演出家、劇団あおきりみかん主宰）
- 小川明子（名古屋大学大学院情報学研究科准教授、元CBCアナウンサー）
- 杉浦哲郎（音楽家、スギテツ）
- 西川千雅（日本舞踊 名古屋西川流四世家元）

### ピンチヒッター
- 2018年1月30日：前野沙織（東海ラジオアナウンサー）[5]：源石の妻（フリーアナウンサーの小倉理恵）の第二子出産準備のため[6]。
- 2018年11月19日・20日：大澤広樹（東海ラジオアナウンサー）、11月21日：村上和宏（東海ラジオアナウンサー）[7][8][9] - 源石の父の死去に伴う忌引のため、3日間番組休演[10]。

#### ひるカフェスペシャル
2018年2月12日から3月9日の間、源石は夫人との間に生まれた第二子の育児休暇を取得したため番組を休演。この期間は『ひるカフェスペシャル』として、東海ラジオの各番組でパーソナリティーを務めるアナウンサー・タレント20名が日替わりで出演する措置をとった。なお、☆は出演当時東海ラジオアナウンサー、★は東海ラジオアナウンサーOB・OGを表す。
- 2月12日：松原敬生★
- 2月13日：河原龍夫
- 2月14日：山浦ひさし
- 2月15日：タクマ
- 2月16日：大澤広樹☆
- 2月19日：高井一
- 2月20日：増野豊（アンダーポイント）
- 2月21日：青山紀子★
- 2月22日：森由貴子
- 2月23日：村上和宏☆
- 2月26日：きくち教児
- 2月27日：ねね
- 2月28日：深谷里奈★
- 3月1日：井上一樹（元中日ドラゴンズ選手）
- 3月2日：森貴俊☆
- 3月5日：井田勝也☆
- 3月6日：本美大（アンダーポイント）
- 3月7日：なかし（スペードの3）
- 3月8日：小島一宏
- 3月9日：原光隆☆

2020年2月24日から2月28日の間、源石が冬期休暇のため番組を休演。以下のパーソナリティが代演。
- 2月24日：酒井弘明（東海ラジオアナウンサー）
- 2月25日：坪井篤史（シネマスコーレ副支配人）
- 2月26日：中内こもる（劇作家・役者・詩人）
- 2月27日：町田康介（デラスキッパーズ）
- 2月28日：川島葵

#### ひるカフェ夏休みスペシャル
2018年8月27日から8月31日の間、源石が夏季休暇のため番組を休演。前述の『ひるカフェスペシャル』と同様に、東海ラジオの各番組でパーソナリティーを務めるタレントより代演者を募り抽選の結果、以下の5人が代演した。
- 8月27日：ねね
- 8月28日：なかし（スペードの3）
- 8月29日：中内こもる
- 8月30日：増野豊（アンダーポイント）
- 8月31日：河原龍夫

2019年8月26日から8月30日の間、源石が夏季休暇のため番組を休演。以下のパーソナリティが代演。
- 8月26日：森由貴子
- 8月27日：原光隆
- 8月28日：中内こもる（劇作家・役者・詩人）
- 8月29日：井田勝也（東海ラジオアナウンサー）
- 8月30日：なかし（スペードの3）

## 放送内容
- オープニング（約30分）

番組の核ともいえる時間帯。源石が日々の「見たもの 聞いたもの 感じたもの」から日替わりでテーマを決め、音楽・メッセージ紹介・CMを挟まず、時折コーヒーを飲みながらじっくり語る。
- ドラカフェ（オープニング後から約3分）

2019年4月改編でスタート。毎週1人のドラゴンズ選手にインタビューした模様を流す。他のドラゴンズ情報番組、コーナーでは聞けないプライベートな話などを主に紹介している。
- 氷川きよし節（文化放送制作、全国ネット）

12時35分頃。『日替わりラジオ コレカラ』より内包継続だが、放送時間を変更している。
- 県警インフォメーション（火曜12:45頃）
- ちょっと旅気分（水～金曜12:45頃）
- エンディング

気象キャスター・吉田ジョージからの「お天気メール」を紹介する。
また、オープニングの続きの話をすることもある。

## 特別編成
- 2018年5月3日 - 特別番組『母の詩2018〜母の日によせて〜』（文化放送制作）放送のため休止。
- 2019年5月3日 - 特別番組『母の詩2019〜母の日によせて〜』（文化放送制作）のため休止。
- 2019年5月6日 - 『さだまさしのラストヘイセイ!ヤング 令和さんいらっしゃい』（文化放送制作）のため休止。
なお、内包番組のうち『氷川きよし節』については、いずれも『タクマ・神野のどーゆーふー』11時台に移動して放送されている。